# Ærølisten
Ærølisten er en borgerliste i Ærø Kommune. Listen har det tidligere folketingsmedlem for CD Ebbe Kalnæs i spidsen. 
Ærølisten blev dannet forud for kommunalvalget i november 2005.
Hovedpunkterne til kommunalvalget var; at Ærø kan beholde de kvaliteter der gør øen til et yndet mål for besøgende, at Ærø i fremtiden ikke placerer sig på sidelinien, at Ærølisten uden partipolitiske tilhørsforhold arbejder for hele Ærø uden skelen til isolerede geografiske særinteresser.
Ærølisten fik 1 mandat, der tilfaldt Ebbe Kalnæs.